# D1818
D1818は、中国のメーカーhantelによって開発された、GSM方式のPDA型携帯電話である。

## 概要
D1818は、2006年9月に世界一小さなPDA型携帯電話として中国で発売された。非折りたたみ式。カラーはオレンジとシルバーのツートンである。
ディスプレイは小さいながらタッチパネルを使用しているため、手書きによる文字入力が可能。
小さな筐体にマルチメディアプレーヤーやカメラ、メール機能、ゲームなどが搭載されている。

## 仕様
- 通信方式：GPRS・GSM
- 周波数：900/1800MHz

- 寸法:
  - 高: 72.5 ミリメートル
  - 幅: 40.8 ミリメートル
  - 厚: 17.8 ミリメートル
  - 重さ: 62.0 グラム

- 画面:
  - メイン: 128×160 ピクセル 65k色 TFT液晶
- カメラ: 30万画素
- 外部メモリーカード: miniSDメモリーカード
- 電池:
  - 容量: 550 mAh（2ヶ付属）
  - 使用時間: ひとつのバッテリーで毎日15分から30分の使用、1時間の音楽を楽しんで2日間使用可能
- 対応ファイル形式:
  - 音楽: IMelody MIDI AMR WAV
  - 画像: BMP WBMP GIF JPEG
  - 動画: AVI MPG WMV 3GP

## 評価
音楽・動画再生機能の使い勝手が悪い。待ちうけ時間が短い。